# Гашербрум IV
Гашербрум IV (7925 м) — горная вершина, находящаяся в многовершинном массиве Гашербрум хребта Балторо Музтаг горной системы Каракорум, расположенная на спорной территории Гилгит-Балтистан. Гашербрум IV является 17-й высочайшей вершиной на земном шаре и 6-й в Пакистане.
Первое восхождение состоялось 6 августа 1958 года по северному склону горы. Вальтер Бонатти и Карло Маури покорили вершину в составе итальянской команды под управлением Риккардо Кассина.
В 1985 году поляк Войтек Куртыка и австриец Роберт Шауер совершили первое восхождение по западной стене вершины (Shining Wall). Несмотря на то, что из-за истощения альпинисты не смогли подняться на главную вершину, их восхождение было признано альпинистским сообществом лучшим из совершённых в альпийском стиле в XX веке.
1986 год — первое восхождение по северо-западному хребту группой австралийских альпинистов (Грег Чайлд, Том Харгис и Тим Маккартни-Снейп).
1997 — корейская команда (Bang Jung-ho, Kim Tong-kwan и Yoo Huk-jae) прошли по центральному контрфорсу западной стены).
1999 — вторая корейская команда (Kang Yeon-ryong и Yun Chi-won) повторили маршрут по северо-западному ребру.
2008 — испанцы Альберто Иннуратеги, Ферран Латорре, Хосе Карлос Тамайо, Хуан Вальехо и Микель Забала также прошли северо-западное ребро.
Гашербрум IV был первоначально назван K3 британским геодезистом и офицером Томасом Джорджем Монтгомери во время экспедиции в горы в 1856 году.